# Light Switch
«Light Switch» — песня американского певца и композитора Чарли Пута, выпущенная 20 января 2022 года в качестве ведущего сингла с его предстоящего третьего студийного альбома Charlie. Пут спродюсировал песню и написал её вместе с Джейкобом Кашером Хиндлином и Джейком Торри.
«Light Switch» занял первое место в сингапурском чарте и вошёл в десятку лучших в Малайзии и во Вьетнаме. Попал в топ-40 в Канаде, Ирландии, Литве, Новой Зеландии, Швеции, Швейцарии, Великобритании, в мировом чарте и достиг 27-го места в Billboard Hot 100.

## История
В ноябре 2021 года Пут сообщил, что новый сингл выйдет в 2022 году, ответив на комментарий в Twitter. В том же месяце в TikTok был анонсирован «Light Switch». Пут в видео показал процесс продюсирования песни. Видео стало вирусным на платформе. На протяжении оставшейся части 2021 года Пут продолжал публиковать видеоролики о предстоящем сингле в TikTok. 18 января 2022 года Пут объявил о предстоящем выходе сингла 20 января.

## Музыкальное видео
Через несколько часов после выхода песни на YouTube-канале Пута состоялась премьера официального музыкального клипа на неё. Режиссёром клипа стал Кристиан Бреслауэр.
В начале видео Пут, явно находящийся не в форме после расставания с девушкой, сидя на диване листает на смартфоне совместные фотографии. Он отбрасывает смартфон в сторону и переключает телеканал, натыкаясь на передачу тренера по тай-бо (которого играет Билли Бланкс). Тот призывает Пута «поднять свою задницу» и выползает из телевизора. Начинается череда поначалу изнурительных для Пута тренировок под руководством тренера. Позже Пут загорается энтузиазмом. Он извиняется у дома бывшей девушки, исполняя последний припев песни, стоя на фоне яркой надписи с «ИЗВИНИ». Он узнаёт, что у неё появился парень, выглядевший так же, как Пут до тренировок. Появляется тренер и уводит Пута прочь.
В комментариях к видео на YouTube Пут написал: 

Я создал концепцию этого музыкального клипа, основываясь на идее, которая пришла мне в голову и которой я поделился с невероятным режиссёром Кристианом Бреслауэром. Я хотел с юмором изобразить всё то, что мы иногда пытаемся изменить в себе, чтобы вернуть эту безответную любовь, когда в глубине души мы должны менять свою жизнь только для того, чтобы принести пользу себе и никому другому.Оригинальный текст (англ.)I created the concept for this music video based on an idea I had and shared with the incredible director, Christian Breslauer. I wanted to humorously portray all the things we sometimes try to change about ourselves in order to capture that unrequited love, when deep down we should be changing our lives only to benefit ourselves and no one else. 

## Чарты
| Чарт                                   | Высшая позиция |
| -------------------------------------- | -------------- |
| Австралия (ARIA)                       | 20             |
| Австрия (Ö3 Austria Top 40)            | 49             |
| Бельгия/Валлония (Ultratop 50)         | 16             |
| Канада (Billboard Canadian Hot 100)    | 17             |
| Канада (Billboard AC)                  | 13             |
| Канада (Billboard CHR/Top 40)          | 10             |
| Канада (Billboard Hot AC)              | 7              |
| Хорватия (HRT)                         | 10             |
| Чехия (Rádio — Top 100)                | 49             |
| Дания (Tracklisten)                    | 20             |
| Германия (GfK)                         | 62             |
| Мир (Billboard Global 200)             | 21             |
| Греция (IFPI)                          | 48             |
| Венгрия (Rádiós Top 40)                | 28             |
| Исландия (Plötutíðindi)                | 21             |
| Ирландия (IRMA)                        | 25             |
| Япония (Japan Hot 100)                 | 84             |
| Ливан (OLT20)                          | 20             |
| Литва (AGATA)                          | 26             |
| Малайзия (RIM)                         | 5              |
| Нидерланды (Dutch Top 40)              | 29             |
| Нидерланды (Single Top 100)            | 43             |
| Новая Зеландия (Recorded Music NZ)     | 28             |
| Норвегия (VG-lista)                    | 13             |
| Филиппины (Billboard)                  | 21             |
| Португалия (AFP)                       | 73             |
| Россия (TopHit)                        | 14             |
| Сингапур (RIAS)                        | 1              |
| Словакия (Rádio — Top 100)             | 32             |
| Словакия (Singles Digitál Top 100)     | 80             |
| ЮАР (RISA)                             | 70             |
| Южная Корея (Gaon)                     | 103            |
| Швеция (Sverigetopplistan)             | 36             |
| Швейцария (Schweizer Hitparade)        | 40             |
| Великобритания (OCC UK Singles)        | 25             |
| Украина (TopHit)                       | 15             |
| США (Billboard Hot 100)                | 27             |
| США (Billboard Adult Contemporary)     | 14             |
| США (Billboard Adult Pop Airplay)      | 9              |
| США (Billboard Dance/Mix Show Airplay) | 34             |
| США (Billboard Pop Airplay)            | 11             |
| Вьетнам (Vietnam Hot 100)              | 7              |